# جو کوچولو
جو کوچک (به انگلیسی: Little Joe) فیلمی درام به کارگردانی جسیکا هاسنر است که در سال ۲۰۱۹ منتشر شد. این فیلم برای رقابت در بخش اصلی جشنواره کن ۲۰۱۹ پذیرفته شد. امیلی بیچام در کن برندهٔ جایزهٔ بهترین بازیگر زن شد.